# Laurentia albivenella
Laurentia albivenella är en fjärilsart som beskrevs av George Francis Hampson 1918. Laurentia albivenella ingår i släktet Laurentia och familjen mott. Inga underarter finns listade i Catalogue of Life.